# بخش د لوماس د زامورا
بخش د لوماس د زامورا (به اسپانیایی: Partido de Lomas de Zamora) یک منطقهٔ مسکونی در آرژانتین است که در استان بوئنوس آیرس واقع شده‌است. بخش د لوماس د زامورا ۸۹ کیلومتر مربع مساحت و ۶۱۳٬۱۹۲ نفر جمعیت دارد.